# Doaa Elghobashy
Doaa el-Ghobashy (arabiska: دعاء الغباشي) född 8 november 1996 i Beheira, Egypten, är en beachvolleyspelare.
El-Ghobashy deltog i OS 2016 tillsammans med Nada Meawad, men åkte ur i gruppspelet.
Hon blev afrikansk mästare 2019 tillsammans med Farida El Askalany. Hon har även vunnit afrikanska spelen två gånger (2019 tillsammans med El Askalany och 2023 tillsammans med Marwa Abdelhady.